# Walter Gustav Becker
Walter Gustav Becker (* 12. Juli 1905 in Ostrowo, Deutsches Reich; † 6. Juli 1985) war ein deutscher Jurist und Hochschullehrer.

## Leben
Walter Gustav Becker wurde 1905 als Sohn von Olga Becker, geborene Fehlauer, und des Amtsgerichtsrats Waldemar Becker in Ostrow in der Provinz Posen geboren. Nach dem Besuch eines Gymnasiums studierte er von 1924 bis 1930 an der Universität Breslau und der Universität Heidelberg. Zum Dr. jur. wurde er 1931 in Breslau promoviert. Er hatte zudem in Graz und in den Vereinigten Staaten an der Johns-Hopkins-Universität in Baltimore studiert. Von 1934 bis 1936 war Becker in Berlin Abteilungsleiter am Kaiser-Wilhelm-Institut für Ausländisches und Internationales Privatrecht, ab 1935 als Gerichtsassessor. Nach der Habilitation an der Universität Hamburg im März 1937 beantragte Becker am 30. Dezember 1937 die Aufnahme in die NSDAP und wurde rückwirkend zum 1. Mai desselben Jahres aufgenommen (Mitgliedsnummer 5.433.105). 1938 wurde er Landgerichtsrat in Hamburg.
Er lehrte von 1946 bis 1951 als außerordentlicher Professor für Bürgerliches Recht, Internationales Privatrecht und Rechtsvergleichung an der Universität Mainz. Von 1951 bis 1973 war er ordentlicher Professor für Bürgerliches und Angloamerikanisches Recht sowie Rechtsphilosophie an der FU Berlin. Ab 1952 war er zudem Rechtsanwalt in Berlin. 1952/1953 war er in New York Gastprofessor der Columbia-Universität.
Walter G. Becker war evangelisch, verheiratet mit Gabriele Becker, geborene Joel, und hatte eine Tochter namens Jutta.

## Schriften (Auswahl)
- Platons Gesetze und das griechische Familienrecht. Eine rechtsvergleichende Untersuchung. München 1932, OCLC 669336148.
- Der Tatbestand der Lüge. Ein Beitrag zur Abstimmung von Recht und Ethik. Tübingen 1948, OCLC 781810332.
- Gegenopfer und Opferverwehrung. Strukturen des Schuldrechts auf der Grundlage des anglo-amerikanischen „check-and-balance“-Systems. Franz Vahlen Berlin 1958, OCLC 894991113. (Eine Einführung in die angloamerikanische Rechtssystematik).
- Der dritte Mensch und die dingliche Dichtung. 1966.
- Das Recht der unerlaubten Handlungen. System in Vorlesung und Diskussion. Berlin 1976, ISBN 3-428-03315-9.